# Hidroxilapatit

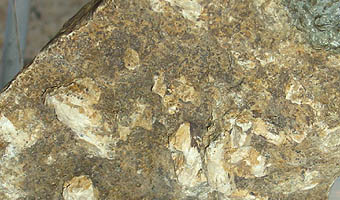
Cristale de hidroxilapatit

Hidroxilapatitul, de asemena numit hidroxiapatit (HA), e o formă minerală ce apare natural a apatitului de calciu cu formula Ca5(PO4)3(OH), dar e de obicei scrisă Ca10(PO4)6(OH)2 pentru a denota că unitatea cristalului cuprinde 2 entități. Culoarea sa variază: incolor, alb, gri, galben, verde gălbui.

##### Proprietăți fizice și chimice
Hidroxilapatitul este mult mai rar decât fluorapatitul, în special sub formă de cristale. Cristalele au o morfologie de prisme hexagonale, de obicei scurte sau tabulare, adesea cu o mare dezvoltare a fețelor piramidale. Cristalele pot fi incolore, albe sau de diferite nuanțe de verde. De obicei apare ca mase colomorfice care nu sunt compacte, de culori deschise, uneori vopsite în roșu sau maro de oxizi de fier sau de argilă. Se mai găsesc și ca mase radiate. Substituțiile hidroxilului prin carbonat și/sau fluorură sunt foarte frecvente.